# Estação Ferroviária de Santa Cruz-Damaia

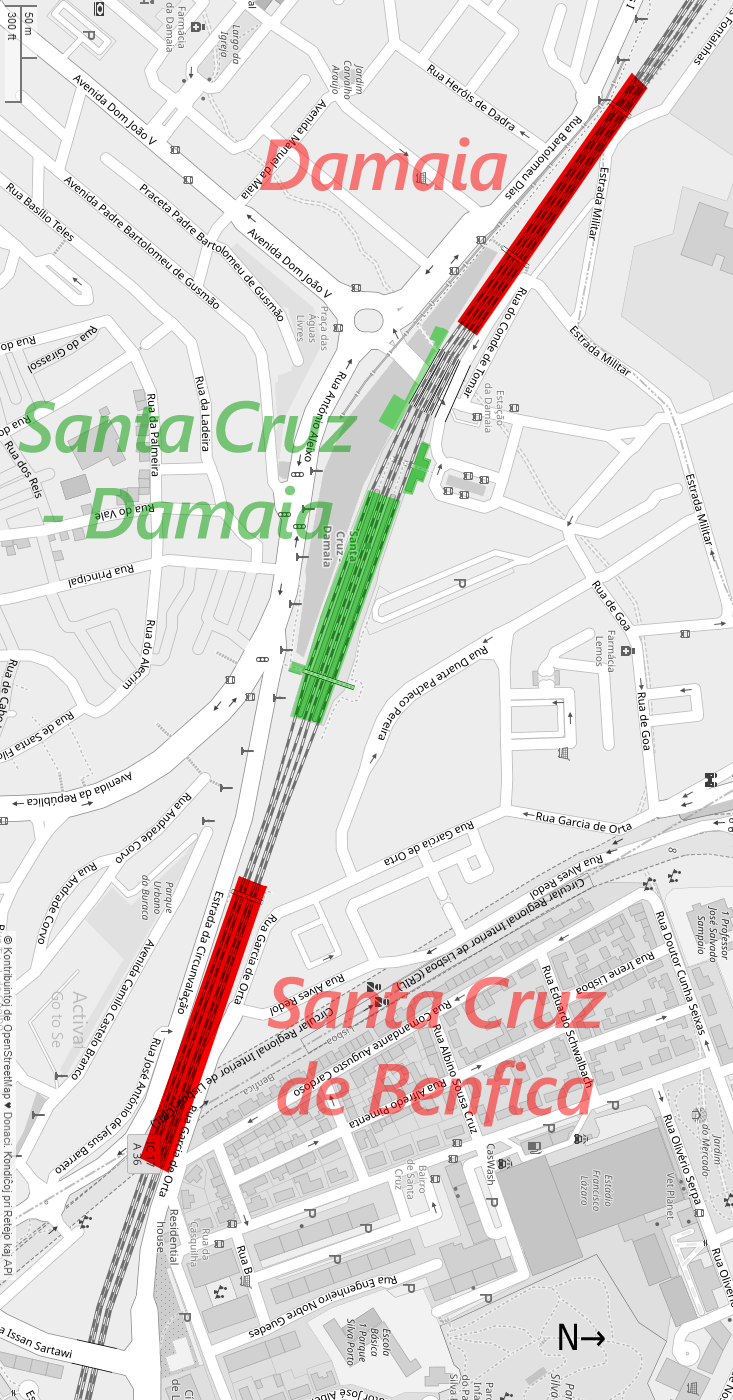
Localização em relação aos dois apeadeiros que substituiu.

A estação ferroviária de Santa Cruz - Damaia (designação também grafada como "Santa Cruz/Damaia") é uma interface da Linha de Sintra da rede de comboios suburbanos de Lisboa, que serve nominalmente as localidades de Santa Cruz de Benfica  (no concelho de Lisboa), Damaia, e Buraca (no concelho da Amadora), em Portugal.

## Descrição

### Localização e acessos
Esta estação situa-se entre a Rua António Aleixo e a Rua Fontes Pereira de Melo, na freguesia das Águas Livres, no município da Amadora, servindo as zonas da Buraca, Cova da Moura, Damaia.

### Infraestrutura
Como apeadeiro numa linha de via quádrupla, esta interface apresenta-se nas quatro vias de circulação (I, II, III, e IV) cada uma acessível por plataforma — todas com de 221 m de comprimento e 100 cm de altura.

### Serviços
Esta estação é servida por comboios de passageiros da CP: urbanos (Linha de Sintra).

## História
Esta interface situa-se no troço da Linha de Sintra entre as estações de Sintra e Alcântara-Terra, que entrou ao serviço em 2 de Abril de 1887.
Esta estação foi inaugurada, junto com a de Reboleira, em 27 de Novembro de 1999. Substituiu os anteriores apeadeiros de Santa Cruz de Benfica e da Damaia, encerrados pouco antes.[carece de fontes?]
Um dos acessos da estação, o qual servia as zonas da Buraca e Cova da Moura, foi encerrado ao público em 2020 devido a problemas de segurança e higiene.